# Ligne Ui LRT
La ligne Ui LRT (en coréen : 우이신설선 et officiellement en anglais : Ui LRT) est une ligne de métro automatique de type Véhicule automatique léger totalement intégrée dans le métro de Séoul, en Corée du Sud.

## Situation sur le réseau

Plan du réseau (2023)

La ligne est établie sur un axe nord-sud, son terminus sud étant dans l'axe, au nord-est du centre de Séoul,.

## Histoire
La ligne de métro automatique dite aussi Ui-Sinseol LRT, de type Véhicule automatique léger, entièrement en souterrain, longue de 11,4 km est mise en service le 2 septembre 2017,,.
À la fin de l'année 2022, la ville de Séoul doit restructurer financièrement la ligne qui est en faillite, avec pour l'exploitant Ui New Light Rail Co., Ltd un déficit cumulé de 205,5 milliards de won. La ville constate que pour l'équilibre entre les régions, la ligne est dans un secteur défavorable avec une fréquentation plus faible que les prévisions et un tarif gratuit excessif mais nécessaire. Les autorités considèrent qu'il est important que les autorités apportent financièrement les moyens nécessaires pour un fonctionnement stable jusqu'en 2047. Un nouvel exploitant doit être trouvé avant juin 2024. L'expoitant actuel doit être soutenu financièrement jusqu'à cette échéance.

## Infrastructure

### Ligne
Établie en souterrain sur un axe nord-sud, la ligne est longue de 11,4 km.

### Stations
La ligne dispose de 13 stations, toutes situées sur le territoire de Séoul. Trois de ces stations sont en correspondance avec les lignes 1, 2, 6, et 4 du métro de Séoul. Les quais des stations sont tous équipés de portes palières.
| Code | Station                        | Correspondance | Distance en km | Distance cumulée | Ville | Arrondissement |
| ---- | ------------------------------ | -------------- | -------------- | ---------------- | ----- | -------------- |
|      |                                |                |                |                  |       |                |
| S110 | Bukhansan Ui                   |                | ---            | 0.0              | Séoul | Gangbuk-gu     |
| S111 | Solbat Park                    |                | 0.8            | 0.8              | Séoul | Gangbuk-gu     |
| S112 | Cimetière national du 19 avril |                | 0.7            | 1.5              | Séoul | Gangbuk-gu     |
| S113 | Gaori                          |                | 0.9            | 2.4              | Séoul | Gangbuk-gu     |
| S114 | Hwagye                         |                | 0.8            | 3,2              | Séoul | Gangbuk-gu     |
| S115 | Samyang                        |                | 0.8            | 4.0              | Séoul | Gangbuk-gu     |
| S116 | Samyang Sageori                |                | 0.7            | 4.7              | Séoul | Gangbuk-gu     |
| S117 | Solsaem                        |                | 0.8            | 5.5              | Séoul | Gangbuk-gu     |
| S118 | Bukhansan Bogungmun            |                | 1.2            | 6.7              | Séoul | Seongbuk-gu    |
| S119 | Jeongneungn                    |                | 1.2            | 7.9              | Séoul | Seongbuk-gu    |
| S120 | Université des femmes Sungshin |                | 1.2            | 9.1              | Séoul | Seongbuk-gu    |
| S121 | Bomun                          |                | 0.9            | 10.0             | Séoul | Seongbuk-gu    |
| S122 | Sinseol-dong                   |                | 1.0            | 11.0             | Séoul | Dongdaemun-gu  |
|      |                                |                |                |                  |       |                |

## Exploitation
l'exploitation s'effectue avec 18 rames, Hyundai Rotem, d'une longueur de 28 m, composées de deux voitures.